# 3e division d'infanterie (Pologne)
Pour les articles homonymes, voir 3e division.
La  3e Division d'Infanterie ('Legions') est une des divisions d'infanterie de l'armée polonaise durant la Seconde Guerre mondiale.

## Composition

### Composition 1939
- le commandement 3e division d'infanterie
- 7 pułk piechoty Legionów
- 8 pułk piechoty Legionów
- 9 pułk piechoty Legionów
- 3 pułk artylerii lekkiej Legionów
- 3 dywizjon artylerii ciężkiej
- 3 batalion saperów - kpt. Władysław Tyszkiewicz
- 3 bateria motorowa artylerii przeciwlotniczej - kpt. Stanisław Małecki
- kompania telefoniczna 3 DP (Kompania Łączności 3 DP)
- pluton łączności Kwatery Głównej 3 DP (Kompania Łączności 3 DP)
- pluton radio 3 DP (Kompania Łączności 3 DP)
- drużyna parkowa łączności 3 DP (kompania łączności 3 DP)
- szwadron kawalerii dywizyjnej nr 3 – mjr Jan Stanisław Podziemski
- samodzielna kompania karabinów maszynowych i broni towarzyszącej nr 21 (7 pp Leg.)
- kompania kolarzy nr 21 (8 pp Leg.) - por. Stanisław Bonarowski
- kompania asystencyjna nr 121 (9 pp Leg.)
- pluton pieszy żandarmerii nr 3 (pluton żandarmerii Zamość)
- park intendentury nr 201
- kolumna taborowa parokonna nr 201 (7 pp Leg.)
- kolumna taborowa parokonna nr 202 (8 pp Leg.)
- kolumna taborowa parokonna nr 203 (9 pp Leg.)
- pluton taborowy nr 3
- sąd polowy nr 3

## Organisation

### Commandants successifs
| Date                                | Grade              | Commandant             |
| ----------------------------------- | ------------------ | ---------------------- |
| 7 août 1919 - 21 septembre 1921     | Général de Brigade | Leon Berbecki          |
| 21 septembre 1921 - 20 août 1926    | Général de Brigade | Kazimierz Fabrycy      |
| 7 août 1926 - 27 novembre 1928      | Général de Brigade | Stanisław Kwaśniewski  |
| 28 janvier 1929 – 25 octobre 1930   | Colonel            | Stanisław Skwarczyński |
| 1er novembre 1931 – 12 octobre 1935 | Général de Brigade | Władysław Bortnowski   |
| octobre 1935 – 5 mai 1938           | Général de Brigade | Brunon Olbrycht        |
| 5 mai 1938 – 8 septembre 1939       | Général de Brigade | Marian Turkowski       |

## Théâtres d'opérations
- septembre 1919 - mars 1921: Guerre soviéto-polonaise
- 1er septembre au 6 octobre 1939 : Campagne de Pologne
- 1943 : reconstituée au Proche-Orient à partir de la Brigade Kopański, elle formera la 3e Division de chasseurs des Carpates au sein du Deuxième corps polonais.
- 1944 : elle prend part à la Bataille du Monte Cassino.